# Đuro Macut
Đuro Macut (szerb cirill írással Ђуро Мацут;Belgrád, 1963. november 22. –) szerb endokrinológus, politikus és akadémikus. 2025. április 16. óta Szerbia miniszterelnöke.

## Élete
1963-ban született Belgrádban. 1989-ben végezte el a Belgrádi Egyetem Orvostudományi Karát, majd később 1995-ben mesterdiplomát, 1999-ben doktori címet szerzett.
2013-ban a Szerbiai Orvostudományi Egyetem belgyógyászat és endokrinológia professzora lett. Vendégelőadásokat tartott az Athéni Nemzeti Egyetem és a Szkopjei Szent Cirill és Metód Egyetem számára is.
Noha egyik politikai pártnak sem tagja, erősen elkötelezett Aleksandar Vučić és a Szerb Haladó Párt iránt. Miután Milos Vučević miniszterelnök 2025 áprilisában lemondott hivataláról, a parlament 153 szavazattal (87 ellenében) Đuro Macutot választotta Szerbia miniszterelnökévé.
Nős, egy gyermeke van.